# Otto Nuschke
Otto Nuschke, né le 23 février 1883 à Frohburg (Saxe), et mort le 27 décembre 1957 à Hennigsdorf (Brandebourg), est un homme politique allemand puis est-allemand, vice-Premier ministre de la République démocratique allemande de la fondation de celle-ci en 1949 jusqu'à sa mort.

## Biographie
Adolescent, il est apprenti imprimeur dans l'entreprise de son père, puis étudie à l'Académie des Arts visuels à Leipzig. En 1902 il devient rédacteur du journal Hessischen Landeszeitung à Marbourg, puis rédacteur-en-chef de 1904 à 1910. Engagé politiquement dans des mouvements de la gauche libérale, il devient en 1910 secrétaire général du nouveau Parti populaire progressiste. De 1910 à 1915, il est rédacteur politique au journal Berliner Tageblatt ; puis rédacteur en chef du journal de gauche Berliner Volkszeitung de 1916 à 1930. Il prend part à la Première Guerre mondiale. En 1918 il est l'un des fondateurs du Parti démocrate allemand (DDP, social-libéral). De 1919 à 1920 il représente ce parti en tant que député à l'Assemblée nationale de Weimar. De 1921 à 1933 il est député au Parlement de l'État libre de Prusse, représentant le DDP.
Sous le régime nazi à partir de 1933, il se voit interdire de travailler dans les métiers de la presse, et devient fermier à Hennigsdorf. Il est arrêté à deux reprises, en mai 1933 puis en 1936. À partir de 1943, il « maintient des liens » avec un groupe de résistants. À partir de juillet 1944, il est contraint de se cacher auprès d'amis. Après la libération, il reprend ses activités politiques. En 1946, il est l'un des fondateurs de l'Union chrétienne-démocrate d'Allemagne dans la zone d'occupation soviétique en Allemagne. De 1946 à 1952 il est député pour la CDU au parlement de l'État de Brandebourg. En 1947, Jakob Kaiser, président de la CDU est-allemande, est écarté de ses fonctions sur ordre des autorités d'occupation soviétiques, et Otto Nuschke le remplace,.

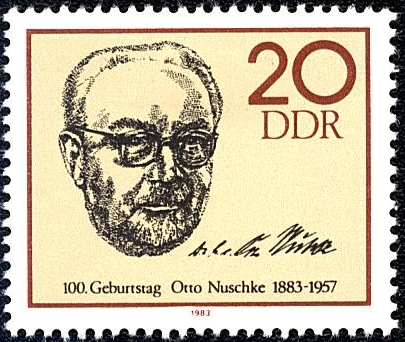
Timbre est-allemand de 1983 commémorant Otto Nuschke.

En 1949, avec la fondation de la République démocratique allemande (RDA), Nuschke siège à la Chambre du peuple, et est l'un des trois vice-Premiers ministres du gouvernement de coalition nationale présidé par le communiste Otto Grotewohl. Il préside également le bureau des relations du gouvernement avec les Églises chrétiennes. Il obtient du gouvernement des concessions favorables aux Églises, en échange de son acceptation de l'intégration de la CDU dans la coalition des partis politiques dominés par les communistes. La CDU est initialement un parti de masse, populaire, prônant une forme de socialisme chrétien non-marxiste. Nuschke souhaite une Allemagne réunifiée, ayant des relations amicales avec l'Union soviétique sans lui être subordonnée. Dès 1948, toutefois, la CDU est infiltrée par des agents des autorités communistes, et leur est peu à peu subordonnée. En 1952, sous la direction de Nuschke, la CDU accepte formellement l'adoption du statut d'« État socialiste » par le gouvernement de la RDA,,.
Le 17 juin 1953, lors du soulèvement populaire en RDA, Nuschke est enlevé par les manifestants, et conduit de force à Berlin-Ouest. Il est secouru par la police de Berlin-Ouest, et retourne librement en RDA deux jours plus tard. Il conserve ses fonctions au gouvernement jusqu'à sa mort en 1957.